# Masato Hashimoto
Masato Hashimoto (橋本 真人 Hashimoto Masato?, nacido el 12 de octubre de 1989 en Chiba) es un futbolista japonés que se desempeña como defensa.

## Trayectoria

### Clubes
| Club             | País  | Año         |
| ---------------- | ----- | ----------- |
| Urawa Reds       | Japón | 2008 - 2009 |
| Tochigi SC       | Japón | 2010        |
| V-Varen Nagasaki | Japón | 2011        |
| SC Sagamihara    | Japón | 2012 - 2013 |
| Grulla Morioka   | Japón | 2014 - 2015 |
| Saurcos Fukui    | Japón | 2016 -      |

## Estadística de carrera

### J. League
| Club           | Año   | J. League | J. League | Copa J. League | Copa J. League | Total | Total |
| Club           | Año   | Part.     | Goles     | Part.          | Goles          | Part. | Goles |
| -------------- | ----- | --------- | --------- | -------------- | -------------- | ----- | ----- |
| Urawa Reds     | 2008  | 0         | 0         | 0              | 0              | 0     | 0     |
| Urawa Reds     | 2009  | 0         | 0         | 0              | 0              | 0     | 0     |
| Tochigi SC     | 2010  | 0         | 0         | -              | -              | 0     | 0     |
| Grulla Morioka | 2014  | 9         | 0         | -              | -              | 9     | 0     |
| Grulla Morioka | 2015  | 4         | 0         | -              | -              | 4     | 0     |
| Total          | Total | 13        | 0         | 0              | 0              | 13    | 0     |